# نورمن ادواردز
نورمن ادواردز (انگلیسی: Norman Edwards; ۲۴ سپتامبر ۱۹۶۲ – ۱۱–۱۲ ژوئیه ۲۰۱۵) دونده دو سرعت اهل جامائیکا بود.